# Pseudopetalophthalmus japonicus
Pseudopetalophthalmus japonicus is een aasgarnalensoort uit de familie van de Petalophthalmidae. De wetenschappelijke naam van de soort is voor het eerst geldig gepubliceerd in 1997 door Bravo & Murano.